# 酒井家次
酒井家次（日语：／ Sakai Ietsugu，1564年—1618年4月10日）是日本戰國時代至江戶時代前期武將、大名。德川氏家臣。父親是酒井忠次。母親是德川家康的叔母碓井姬，所以家次是家康的從弟。

## 生平
酒井家次從幼年時期就開始仕於家康，在天正16年（1588年）因為父親忠次隱居而繼任家督。在天正18年（1590年）的小田原征伐後，被移封至關東的家康賜予下總國臼井3萬7千石。
在慶長5年（1600年）的關原之戰中跟隨德川秀忠經由中山道行軍，所以沒有參加本戰。在慶長9年（1604年）移封至上野國高崎5萬石。
在慶長19年（1614年）的大坂冬之陣中於大坂城東側的黑門口戰鬥，但是被大坂城堅固的守備所阻而沒能立下武功。在大坂夏之陣中的激戰天王寺岡山之戰中擔任天王寺口第三陣的大將。不過因為豐臣軍的猛攻，天王寺口的友方崩潰，家次亦隨之敗走。
在元和2年（1616年）被移封至越後高田藩10萬石並成為譜代。在2年後的元和4年（1618年）死去。家督由長男忠勝繼承。